# Hermann Geißler
Hermann Geißler, född 5 juli 1905, död 4 oktober 1970, var en friidrottare från Österrike. Han deltog vid olympiska sommarspelen 1928.